# Széchenyi István (főrend)
Gróf sárvár-felsővidéki Széchenyi István (Budapest, 1873. május 6. – Bécs, 1963. október 24.) magyar főnemes, főrend, császári és királyi kamarás.

## Életrajz
Sztáray-Szirmay Alexandrina és Széchenyi Imre gyermekeként született.
Az Idegenforgalmi és utazási vállalat Részvénytársaság igazgatósági tagja, a Nádasdy-huszároknál a 9. huszárezredben tartalékos huszárhadnagy volt. 1904-ben számára a király a kamarási méltóságot adományozta.
1963. október 24-én hunyt el Bécsben.

## Kapcsolódó irodalom
- Gudenus János József: A magyarországi főnemesség XX. századi genealógiája. Budapest: Natura Kiadó. 1990–1999.  ISBN 9632333047
- T. Boros László: Magyar politikai lexikon (Magyar politikusok) 1914-1929. Budapest: Europa Irodalmi és Nyomdai Rt. 1929.  ISBN 0029003883595